# Myodocha
Myodocha är ett släkte av insekter. Myodocha ingår i familjen Rhyparochromidae.
Kladogram enligt Catalogue of Life:
| Myodocha | \| \| Myodocha annulicornis \| \| \| \| \| \| Myodocha serripes \| \| \| \| |
|          | \| \| Myodocha annulicornis \| \| \| \| \| \| Myodocha serripes \| \| \| \| |
|          | Myodocha annulicornis                                                       |
|          |                                                                             |
|          | Myodocha serripes                                                           |
|          |                                                                             |